# Devlet Hatun
Devlet Hatun (turco ottomano: دولت خاتون, lett. "regno"; 1370 circa – Bursa, 1422) è stata una concubina del sultano  ottomano Bayezid I e la madre di Mehmed I.

## Biografia
Era una concubina schiava di origini cristiane. Tuttavia, a causa del nome simile, viene spesso confusa con Devletşah Hatun, una nobildonna turca che divenne anch'essa consorte di Bayezid I, tant'è che sul sarcofago attribuito a Devlet sono in realtà indicate l'origine e la data di morte, 1414, di Devletşah. Nel 1386 diede a Bayezid un figlio, il futuro Mehmed I. 
Fu Valide Hatun di suo figlio Mehmed I dalla sua ascesa nel 1413 fino alla sua morte nel 1421.  
Morì nel 1422 e fu sepolta in un mausoleo a Bursa. 

## Discendenza
Da Bayezid I, ebbe un figlio:  
- Mehmed I (1386 - 1421) - uscì vincitore dalle guerre civili dell'interregno ottomano contro i suoi fratellastri e successe a suo padre come sultano[1][2][3][4].